# Малянувко
Малянувко (пол. Malanówko) — село в Польщі, у гміні Мохово Серпецького повіту Мазовецького воєводства.
Населення — 151 особа (2011).
У 1975-1998 роках село належало до Плоцького воєводства.

## Демографія
Демографічна структура станом на 31 березня 2011 року:
|          | Загалом | Допрацездатний вік | Працездатний вік | Постпрацездатний вік |
| -------- | ------- | ------------------ | ---------------- | -------------------- |
| Чоловіки | 75      | 8                  | 58               | 9                    |
| Жінки    | 76      | 15                 | 41               | 20                   |
| Разом    | 151     | 23                 | 99               | 29                   |